# Drino quadrizonula
Drino quadrizonula är en tvåvingeart som först beskrevs av Thomson 1869.  Drino quadrizonula ingår i släktet Drino och familjen parasitflugor. Inga underarter finns listade i Catalogue of Life.